# میتاکا ۱۰۸۸
سیارک ۱۰۸۸ (به انگلیسی: 1088 Mitaka، نامگذاری:1927WA) هزار و هشتاد و هشتمین سیارک کشف شده‌است که در ۱۷ نوامبر ۱۹۲۷ کشف شد.
قدر مطلق سیارک برابر ۱۱٫۳۹ است.